# Giuseppe Bazzani
Giuseppe Bazzani (23 de septiembre de 1690 - 17 de agosto de 1769) fue un pintor italiano del rococó. 

## Biografía
Nacido en Mantua de un orfebre, Giovanni Bazzani fue aprendiz del pintor parmesano Giovanni Canti (1653–1715). Un compañero de estudios fue Francesco Maria Raineri. Pasó la mayor parte de su vida en Mantua. Desde 1752, fue profesor, y desde 1767, director de la Accademia di Belle Arti de Mantua. 
Mientras vivió en una ciudad provincial en declive, absorbió influencias internacionales. Sus pinceladas sueltas y sus posturas torturadas, que recuerdan a veces el expresionismo, muestran tendencias estilísticas más típicas de Lombardía. Se dice que numerosos artistas, entre ellos Fetti, Bencovich, Rubens y Magnasco, lo influenciaron, aunque la cantidad y la diversidad de los artistas sugieren indicios de que tuvo una síntesis idiosincrásica y única para su época. 
Entre sus obras tempranas se encuentran pinturas de los Milagros de Pío V, La conversión de un hereje y la curación de una loca (todas a mediados de la década de 1720 en Mantua, Museo del Palacio Ducal de Mantua ), inicialmente pintadas para la iglesia de San Mauricio en Mantua. Pintó representaciones de los evangelistas San Juan, San Marcos y San Lucas (todos a finales de los años 1720) para la iglesia parroquial de Vasto di Goito. Pintó el Bautismo, el Éxtasis de San Luis Gonzaga y el Éxtasis de los Santos Francisco y Antonio (1732) para la iglesia parroquial de Borgoforte. Pintó siete lienzos que representan la vida de Alejandro Magno para Giacomo Biondi, uno de los primeros mecenas del artista. Su retablo de la Visión de San Romualdo, pintado inicialmente  para la iglesia de San Marco, pero ahora en el Museo Diocesano de Mantua, el santo, libro en mano, tiene un sueño en el que ve a sus compañeros monjes benedictinos subir al cielo en un torpe y conmovedor desfile por una escalera en lugar de una mística escalera de Jacob. La pintura combina una mezcla de visión mística y observación empírica estilizada.  
El pintor Domenico Conti Bazzani (1740-1815) fue su alumno e hijo adoptivo, y se convirtió en un destacado pintor neoclásico en Roma.

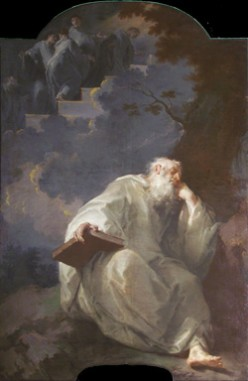
La visión de San Romualdo

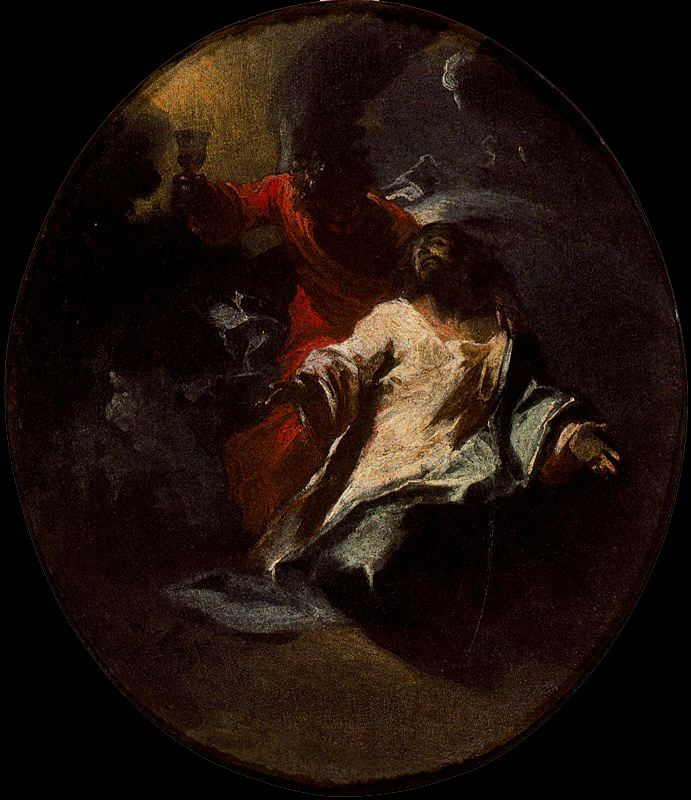
Agonía en el huerto

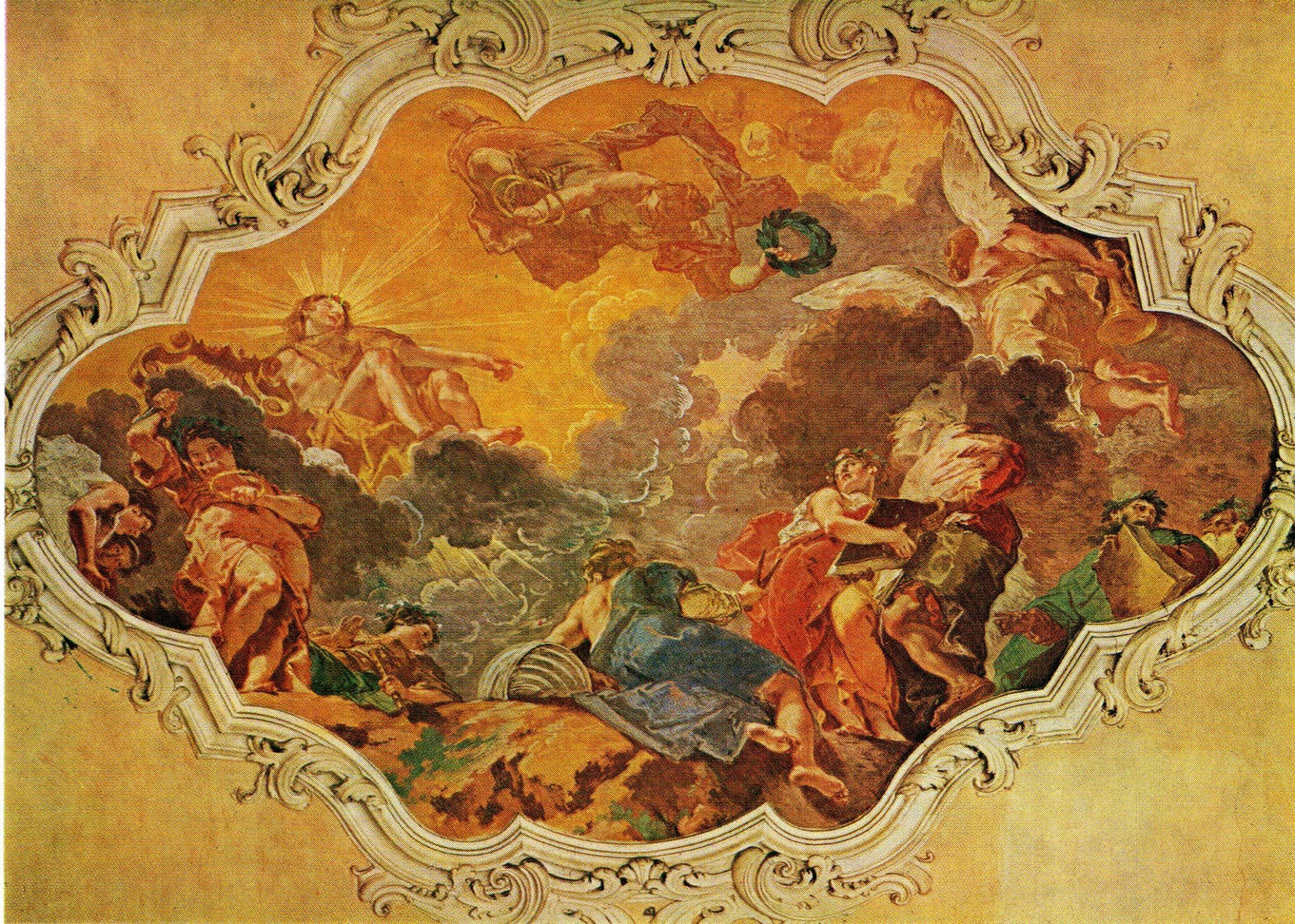
Apolo y la musa, Palazzo Cavriani

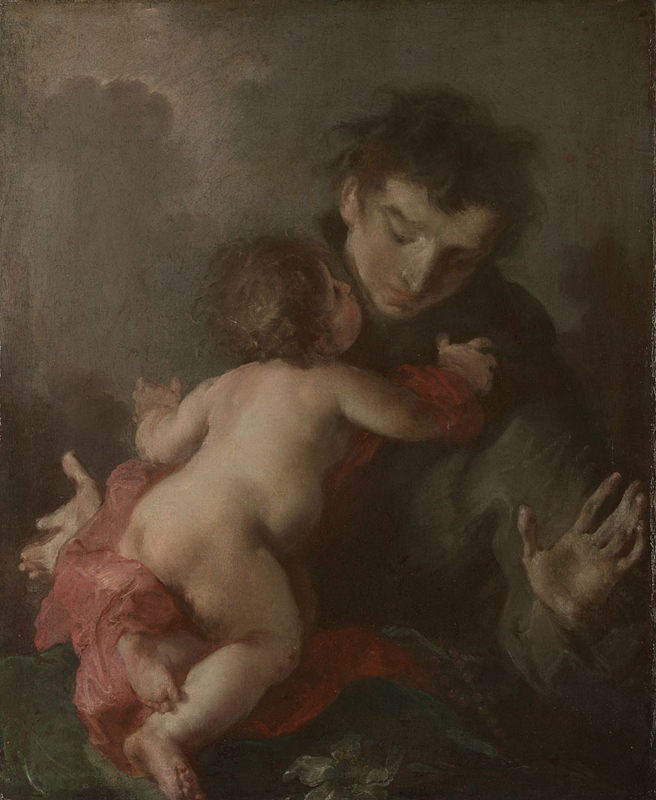
San Antonio de Padua y el niño

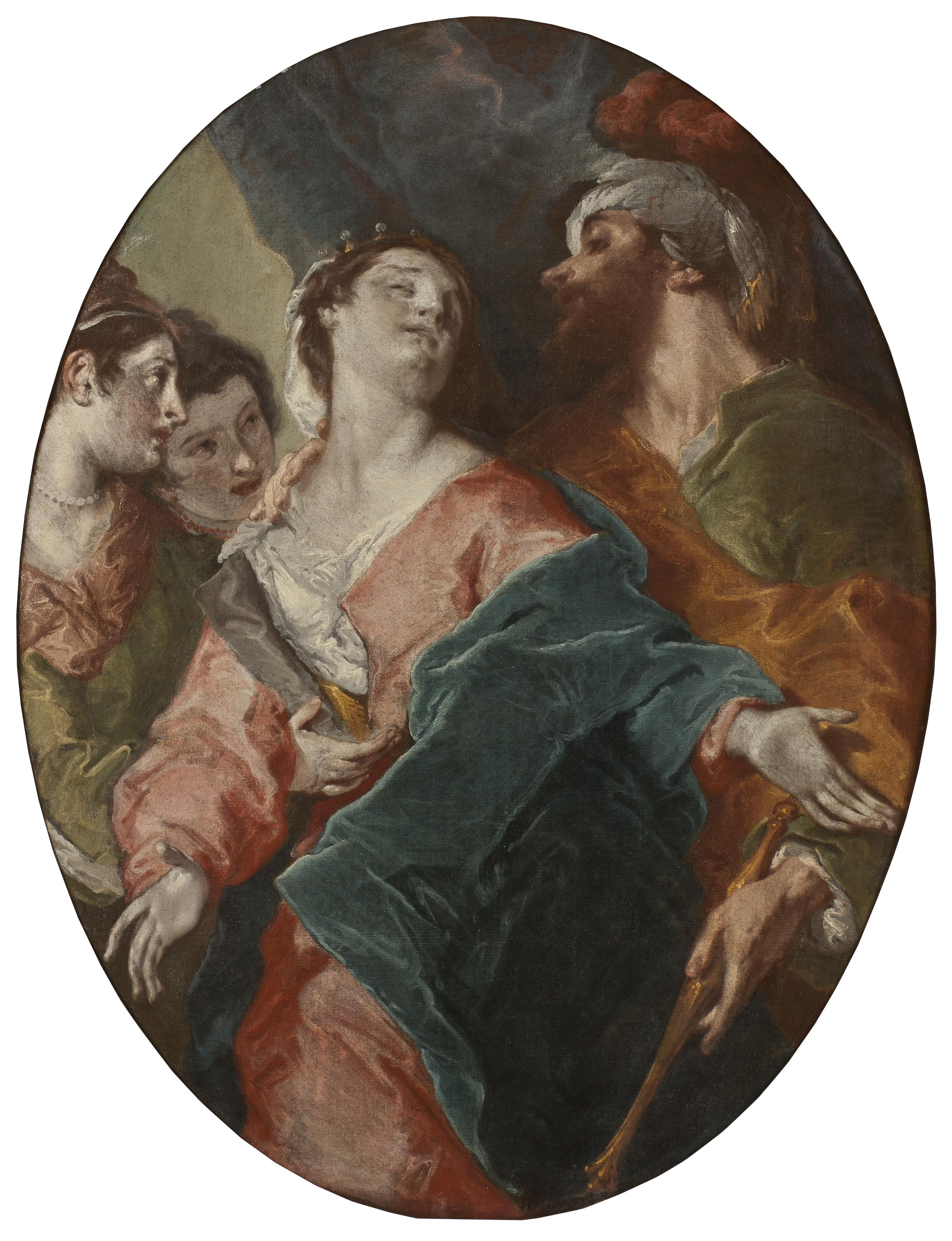
Esther y Ahaseurus

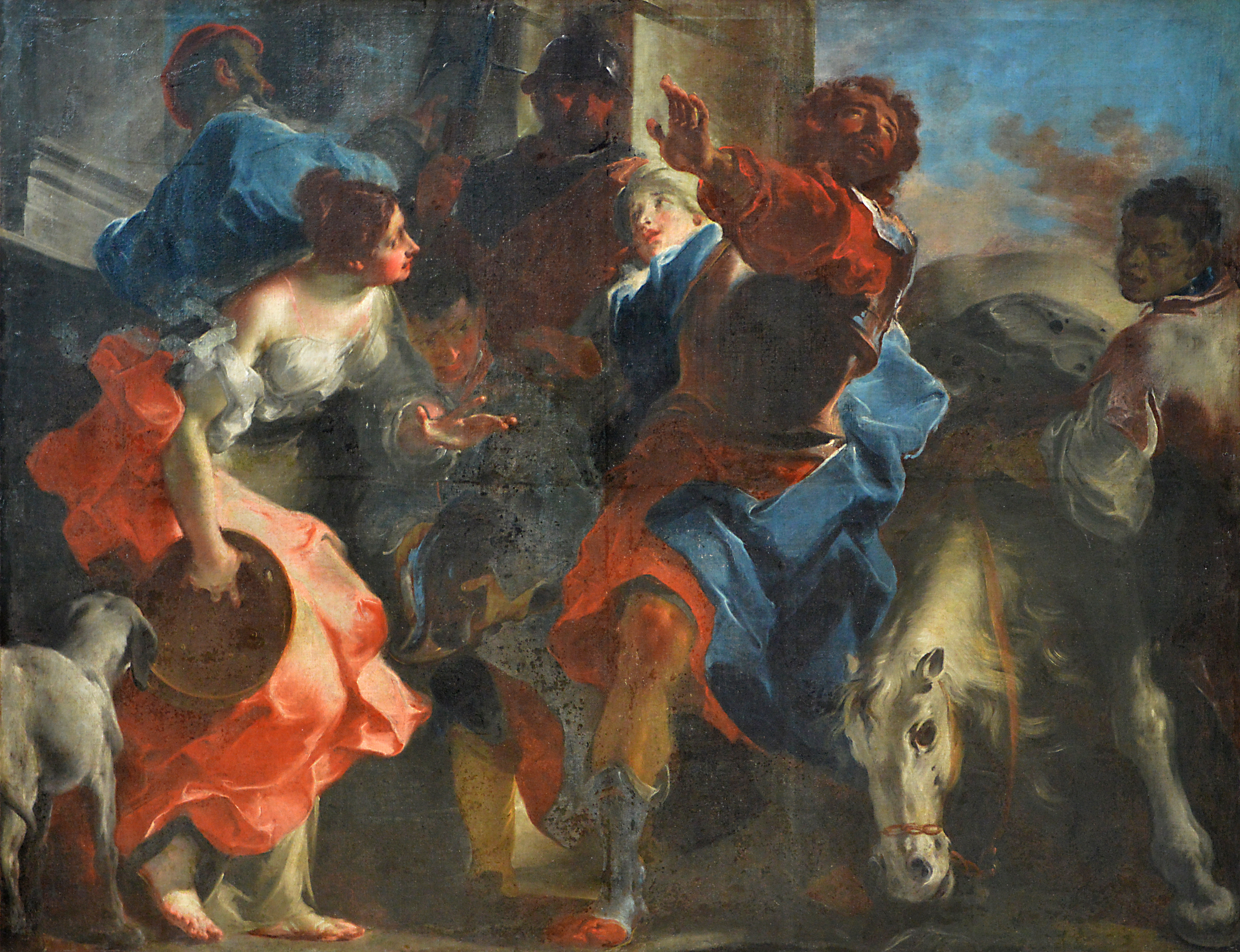
Hija de Jefté, Louvre

## Antología
| Label | Work                                                                        | Date    | Site                                                       | Link |
| ----- | --------------------------------------------------------------------------- | ------- | ---------------------------------------------------------- | ---- |
| a.    | Via Crucis                                                                  |         | San Barnaba, Mantua                                        |      |
| b.    | Via Crucis                                                                  |         | Parroquia, Cavriana                                        |      |
| c.    | History of Alexander the Great                                              | c. 1740 | Palazzo d'Arco, Mantua                                     |      |
| d.    | Baptism of Christ                                                           | c. 1732 | Parroquia, Borgoforte                                      |      |
| e.    | Ecstasy of Saint Aloysius Gonzaga                                           | c. 1729 | Parroquia, Borgoforte                                      |      |
| f.    | Baptism of Christ                                                           | c. 1737 | San Giovanni del Dosso, Mantua                             |      |
| g.    | Delivery of the Keys to St. Peter                                           | 1739    | Parroquia Church, Goito                                    |      |
| h.    | Sermon of the Baptist                                                       | c. 1740 | Parroquia, Gazoldo degli Ippoliti                          |      |
| i.    | Doubting Thomas                                                             | c. 1742 | Colección privada                                          |      |
| j.    | Madonna with St. Clare & Annunciation                                       | 1751-52 | Parroquia, Revere                                          |      |
| k.    | Miracles of Pius V                                                          | 1752    | San Maurizio, Mantua                                       |      |
| l.    | Ovals in private collections                                                |         | Mantua y Bolonia                                           |      |
| m.    | Ovals of the Miracle of the Rosary                                          |         | Originalmente en parroquia de Cavriana                     |      |
| n.    | Canvases                                                                    |         | Santa Maria della Carita, Mantua                           |      |
| o.    | Ovals for the ceiling of St. Barnaba                                        | c. 1768 | San Paolo, Mantua                                          |      |
| p.    | St. Margaret of Cortona                                                     | 1764    | Prampolini-Tirelli collection                              |      |
| q.    | Saint Anthony of Padua with the Infant Christ                               | c. 1745 | National Gallery, London                                   |      |
| r.    | Pieta with the Magdalen                                                     | c. 1750 | Cleveland Museum of Art, Ohio, USA                         |      |
| s.    | Incredulity of St. Thomas                                                   | 1730    | Tucson Museum of Art, Arizona, USA                         |      |
| t.    | Departure of Prodigal Son                                                   | 1750    | Nelson-Atkins Museum, Kansas City, USA                     |      |
| u.    | The Tribute Money                                                           |         | MacKenzie Art Gallery, Saskatchewan                        |      |
| v.    | The Tribute Money                                                           | 1742    | San Diego Museum of Art, California, USA                   |      |
| w.    | Rest in Flight to Egypt                                                     |         | Accademia, Venecia                                         |      |
| x.    | The Daughter of Jephthah                                                    |         | Louvre, Paris                                              |      |
| y.    | The walk to Mount Calvary                                                   |         | Louvre, Paris                                              |      |
| z.    | Deposition from the Cross                                                   |         |                                                            |      |
| aa.   | Ecstasy of St Theresa                                                       | 1745    |                                                            |      |
| bb.   | Agony of Christ in the Garden                                               |         | Uffizi Gallery, Florence                                   |      |
| bb.   | Santa Margarita da Cortona                                                  | 1740    | Galleria della Fondazione Banca Agricola Mantovana, Mantua |      |
| cc.   | St. Longinus, Sant'Andrea, Sant'Elena with the relice of the precious blood | 1740    | ibídem                                                     |      |